# Шварцах (приток Редница)
Шварцах (нем. Schwarzach) — река в Германии, протекает по Верхнему Пфальцу и Средней Франконии (земля Бавария). Правый приток Редница. Речной индекс 24216.
Образуется Шварцах на территории Ноймаркт-ин-дер-Оберпфальца при слиянии нескольких ручьёв и речек. В описании своих характеристик он иногда рассматривается совместно с речками Irlgraben и Stadtbach. Тогда площадь бассейна 303,93, общая длина рек 56,18 км. Высота истока 425 м. Высота устья 308 м.
Система водного объекта: Редниц → Регниц → Майн → Рейн → Северное море.